# Haplolabida monticolata
Haplolabida monticolata är en fjärilsart som beskrevs av Aurivillius 1910. Haplolabida monticolata ingår i släktet Haplolabida och familjen mätare. Inga underarter finns listade i Catalogue of Life.